# Jason Smoots
Jason Smoots (* 13. Juli 1980) ist ein ehemaliger US-amerikanischer Sprinter.
2002 wurde er U25-NACAC-Meister über 100 m und siegte beim Leichtathletik-Weltcup in Madrid mit dem US-Team in der 4-mal-100-Meter-Staffel.
Bei den Panamerikanischen Spielen 2003 in Santo Domingo belegte er mit der US-Stafette den ersten Platz, wurde aber disqualifiziert, weil seinem Teamkollegen Mickey Grimes Doping mit Ephedrin nachgewiesen wurde.
2006 siegte er beim Leichtathletik-Weltcup in Athen erneut mit der US-amerikanischen 4-mal-100-Meter-Stafette.

## Persönliche Bestzeiten
- 60 m (Halle): 6,53 s,	29. Januar 2005, Boston
- 100 m: 10,01 s, 27. August 2006, Rieti
- 200 m: 20,97 s, 14. Mai 2006, Rio de Janeiro